# (58096) Ойней
(58096) Ойней (др.-греч. Οἰνεύς) — типичный троянский астероид Юпитера, движущийся в точке Лагранжа L4, в 60° впереди планеты. Астероид был открыт 29 сентября 1973 года немецкими астрономами К. Й. ван Хаутеном, И. ван Хаутен-Груневельд и Томом Герельсом в Паломарской обсерватории и назван в честь Ойнея, царя Калидона, согласно древнегреческой мифологии.

Орбита астероида Ойней и его положение в Солнечной системе